# Sierra Springs
Sierra Springs ist eine Quellwassermarke, die zum ersten Mal im Jahr 1950 im US-Bundesstaat Kalifornien verkauft wurde. Es wird an der US-Westküste und im östlichen Teil von Texas vertrieben. 
Das Sierra-Springs-Wasser stammt aus einer geschützten Quelle und beinhaltet laut Aussage des Herstellers eine „natürliche Mischung von Mineralien“, welche dem Wasser „einen erfrischenden, sauberen Geschmack“ geben.
In der TV-Serie Monk ist Sierra Springs bis zur fünften Staffel das einzige Wasser, das Monk trinkt. In späteren Episoden wechselt Monk zur fiktiven Marke Summit Creek.